# Troldmanden fra Oz (film)
Troldmanden fra Oz (The Wizard of Oz) er en amerikansk musical/fantasy-film fra 1939 hovedsagelig instrueret af Victor Fleming og baseret på L. Frank Baums børnebog Troldmanden fra Oz (The Wonderfuld Wizard of Oz) fra 1900. I filmen medvirker Judy Garland, Ray Bolger, Jack Haley, Bert Lahr, Frank Morgan og Billie Burke med flere. Den blev indspillet og distribueret af Metro-Goldwyn-Mayer. Den var banebrydende i sin brug af special effects, Technicolor, fantasy-storytelling og excentriske personer.

## Handling
Hovedpersonen Dorothy Gale (spillet af Judy Garland) er en 12-årig bondepige, som bor på en gård i Kansas hos sin tante Em og onkel Henry. Hun drømmer om et bedre sted. Dorothy bliver slået bevidstløs af et vindue under en tornado, og den fører hende, hendes hund og stuehuset til det magiske land Oz. Dér råder den Gode Heks fra Nord, Glinda (Burke), hende til at gå til Smaragdbyen for at møde troldmanden fra Oz (Morgan), som kan sende hende hjem til Kansas. På vejen møder hun et fugleskræmsel (Bolger), en blikmand (Haley) og en bange løve (Lahr), som går med hende, idet de håber, at troldmanden kan skaffe dem, hvad de mangler af hjerne, hjerte og mod. Samtidig forsøger de at undgå den Onde Heks fra Vest og hendes forsøg på få fat på sin søsters rubinsko, som Dorothy har fået fra Glinda.

## Modtagelse
Først var Troldmanden fra Oz ingen succes trods til det enorme budget, men den gav et lille overskud og fik overvejende positive anmeldelser. Filmens succes skyldtes i høj grad de populære sange. Den mest berømte, "Over the Rainbow", modtog oscaren for bedste sang, og selve filmen blev nomineret til flere oscars, deriblandt prisen for bedste film. Troldmanden fra Oz blev vist på landsdækkende amerikansk fjernsyn i 1959 med stor succes. Derefter blev den en årlig fjernsynstradition, og genudsendelserne gjorde den til en af alle tiders mest berømte film. Library of Congress angiver, at Troldmanden fra Oz er den mest sete film overhovedet. Den bliver regnet til de ti bedste film nogensinde i flere afstemninger. Den har givet uforglemmelige citater til den amerikansk kulturelle bevidsthed.